# Wereldkampioenschappen schaatsen afstanden 2017 - 5000 meter vrouwen
De 5000 meter vrouwen op de wereldkampioenschappen schaatsen afstanden 2017 werd gereden op zaterdag 11 februari 2017 in het ijsstadion Gangneung Science Oval in Gangneung, Zuid-Korea.
Martina Sáblíková was de regerend wereldkampioene en olympisch kampioene, en had de enige wereldbekerwedstrijd gewonnen

## Plaatsing
De regels van de ISU schrijven voor dat er maximaal twaalf schaatssters zich plaatsen voor het WK op deze afstand. Geplaatst zijn de beste zes schaatssters van het wereldbekerklassement na vier manches, aangevuld met de zes tijdsnelsten van de wereldbekerwedstrijd in Heerenveen. Achter deze twaalf namen werd op tijdsbasis nog een reservelijst van zes namen gemaakt. Aangezien het aantal deelnemers per land beperkt is tot een maximum van twee (eerdere jaren was dit drie), telt de derde (en vierde etc.) schaatssters per land niet mee voor het verloop van de ranglijst. Het is aan de nationale bonden te beslissen welke van hun schaatssters , mits op de lijst, naar het WK afstanden worden afgevaardigd.
Zuid-Korea gebruikte de verkregen recht om als organiserend land te starten niet in plaats daarvan nam België met één schaatsster deel.

## Statistieken

### Uitslag
| #      | Naam               | Land | Tijd       |
| ------ | ------------------ | ---- | ---------- |
| Goud   | Martina Sáblíková  | CZE  | 6.52,38 BR |
| Zilver | Claudia Pechstein  | GER  | 6.53,93    |
| Brons  | Ivanie Blondin     | CAN  | 6.57,14    |
| 4      | Anna Joerakova     | RUS  | 6.57,27    |
| 5      | Antoinette de Jong | NED  | 6.59,33    |
| 6      | Isabelle Weidemann | CAN  | 6.59,75    |
| 7      | Carien Kleibeuker  | NED  | 6.59,79    |
| 8      | Bente Kraus        | GER  | 7.00,62    |
| 9      | Natalja Voronina   | RUS  | 7.02,94    |
| 10     | Marina Zoejeva     | BLR  | 7.03,40    |
| 11     | Mia Manganello     | USA  | 7.10.77    |
| 12     | Jelena Peeters     | BEL  | 7.14,68    |

### Loting
| Rit | Binnenbaan         | Buitenbaan         |
| --- | ------------------ | ------------------ |
| 1   | Jelena Peeters     | Marina Zoejeva     |
| 2   | Isabelle Weidemann | Carien Kleibeuker  |
| 3   | Natalja Voronina   | Mia Manganello     |
| 4   | Anna Joerakova     | Antoinette de Jong |
| 5   | Ivanie Blondin     | Claudia Pechstein  |
| 6   | Bente Kraus        | Martina Sáblíková  |

1996 · 
1997 · 
1998 · 
1999 · 
2000 · 
2001 · 
2003 · 
2004 · 
2005 · 
2007 · 
2008 · 
2009 · 
2011 · 
2012 · 
2013 · 
2015 · 
2016 · 
2017 · 
2019 · 
2020 · 
2021 · 
2023 · 
2024 · 
2025